# Mont Vireux
Le mont Vireux est un relief situé sur la rive gauche de la Meuse qui surplombe la ville de Vireux-Molhain et qui comporte un site archéologique considéré par les archéologues et les historiens comme un important témoin de l'histoire entre le IIIe et le XIVe siècle. Le mont Vireux est aménagé pour la mise en valeur des quelques vestiges de cette époque.

## Histoire

### DuIIIesiècleà la première moitié duIVesiècle
Au cours du IIIe siècle, pour faire face aux premières incursions des peuples germaniques qui menaçaient l'Empire romain, les frontières et les cités sont renforcées. Un oppidum est mis en place par Dioclétien sur le mont Vireux. Cette forteresse recouvre deux fonctions : elle constitue un élément du système défensif de l'empire et sert de refuge pour la population. Selon la reconstitution archéologique, l'édifice de forme quadrangulaire pouvait être défendu sur les quatre flancs et était entouré par une solide palissade. Sa situation permettait une protection des activités économiques, dont la métallurgie du fer dont les vestiges sont très présents sur le site ainsi que le trafic marchand routier ou fluvial. Après une accalmie, le site est incendié sous Constant Ier en 342. Le mont est occupé moins intensivement jusqu'en 380, bien que l'armée franque reste présente jusqu'en 450.

### De la seconde moitié duIVesiècleauIXesiècle
Le mont Vireux est sous occupation mérovingienne et carolingienne.

### DuXIIIesiècleetXIVesiècle
La forteresse oppidum est transformée en château médiéval. La présence de vestiges a permis de localiser un village fortifié avec une grande enceinte maçonnée et des habitats accolés.

## Fouilles archéologiques
Différents murs d'enceinte des habitats et les bâtiments religieux de l'éperon Nord témoignent d'une occupation du site depuis la fin du IIIe siècle au début du XIVe siècle. 

### Vestiges
Des anciennes fortifications il reste encore quelques vestiges :
- murs de barrage, mur d'enceinte ;
- bases des deux tours d'angles de l'enceinte ;
- four à pain ;
- un foyer circulaire ;
- édifices à vocation cultuelle ;
- cimetière ;
- habitats du Bas-Empire romain ;
- habitat féodal.

### Pièces archéologiques
De nombreuses pièces archéologiques ont été trouvées :
- pièces de monnaie ;
- équipements militaires ;
- objets de la vie courante : poteries, outils, clefs...